# 图略·迪亚斯
图略·迪亚斯（西班牙語：Tulio Díaz，1960年6月1日—），古巴男子击剑运动员，主攻花剑。他曾代表古巴参加1992年夏季奥林匹克运动会击剑比赛，获得男子团体花剑银牌。